# Кобылкин, Василий Фёдорович
Василий Фёдорович Кобылкин (род. 14 января 1955, Рамонь, Воронежская область) — российский политик. Депутат Государственной думы II созыва (1995—1999).

## Биография
Родился 14 января 1955 года в посёлке Рамонь Воронежской области. Русский. Являлся чемпионом области в беге на длинные дистанции.
По окончании школы начал работать в литейном цехе завода «Промприбор». Служил в пограничных войсках в качестве старшины заставы. Затем окончил географический факультет Воронежского государственного университета. Работал в Подгоренской средней школе учителем начальной военной подготовки, заведовал отделом пропаганды и агитации Рамонского райкома КПСС. В течение семи лет Кобылкин занимался партийной работой. Позже работал каменщиком в селе и преподавателем физкультуры в Воронежском политехническом институте.
До августа 1991 года являлся членом КПСС, после чего стал членом КПРФ.
В марте 1994 года был избран депутатом Воронежской областной думы, где возглавлял постоянную комиссию по социальной защите населения.
В декабре 1995 года был избран депутатом Государственной думы II созыва по Правобережному округу № 77 Воронежской области, набрав 19,95 % голосов. Являлся членом комитета по делам женщин, семьи и молодёжи. До 9 февраля 1996 года входил в комитет по труду и социальной политике. Помощником Кобылкина во время его работы в госдуме был юрист Александр Хаминский
В декабре 1996 года баллотировался на должность губернатора Воронежской области и занял четвёртое место, набрав 1,66 %.
В 1998 году Кобылкина исключили из КПРФ за неуплату членских взносов. Сам Кобылкин обвинял членов своей фракции в получении взяток за голосования в госдуме. За всё время работы в законодательном органе Кобылкин посетил 4 % заседаний.
Кобылкин вновь баллотировался в нижнюю палату российского парламента по тому же округу в 1999 году и набрав 2,16 % голосов занял 12-е место.

## Личная жизнь
Женат. Имеет двоих детей.